# Detroit Shock 1998
La stagione 1998 delle Detroit Shock fu la 1ª nella WNBA per la franchigia.
Le Detroit Shock arrivarono quarte nella Eastern Conference con un record di 17-13, non qualificandosi per i play-off.

## Roster
| N° | Naz.                               | Ruolo | Sportivo         | Anno | Alt. | Peso |
| -- | ---------------------------------- | ----- | ---------------- | ---- | ---- | ---- |
| 4  | Australia (bandiera)               | A     | Rachael Sporn    | 1968 | 185  | 79   |
| 6  | Australia (bandiera)               | G     | Sandy Brondello  | 1968 | 170  | 62   |
| 7  | Croazia (bandiera)                 | G     | Korie Hlede      | 1975 | 175  | 70   |
| 8  | Stati Uniti (bandiera)             | G     | Lynette Woodard  | 1959 | 183  | 73   |
| 10 | Stati Uniti (bandiera)             | G     | Rhonda Blades    | 1972 | 170  | 63   |
| 11 | Stati Uniti (bandiera)             | A     | Carla Boyd       | 1975 | 185  | 78   |
| 12 | Bosnia ed Erzegovina (bandiera)    | C     | Razija Mujanović | 1967 | 203  | 90   |
| 14 | Stati Uniti (bandiera)             | A     | Cindy Brown      | 1965 | 188  | 83   |
| 20 | Lituania (bandiera)                | G     | Aneta Kaušaitė   | 1970 | 183  | 70   |
| 24 | Stati Uniti (bandiera)             | A     | Angie Hamblin    | 1976 | 178  | 77   |
| 30 | Stati Uniti (bandiera)             | A     | Mfon Udoka       | 1976 | 183  | 85   |
| 34 | Bulgaria (bandiera)                | A     | Gergana Brănzova | 1976 | 193  | 79   |
| 40 | Isole Vergini Americane (bandiera) | C     | Tajama Abraham   | 1975 | 188  | 86   |

## Staff tecnico
- Allenatore: Nancy Lieberman
- Vice-allenatori: Greg Williams, Steve Smith, Sonny Allen